# Ubrique
Ubrique ist eine Gemeinde in der andalusischen Provinz Cádiz (Spanien).
Der Ort liegt im Naturpark Los Alcornocales. Er ist einmal im Jahr Ausrichtungsort des Bergrennens Subida Ubrique-Benaocaz, das lange Zeit auch eine Veranstaltung der Europäischen Bergmeisterschaft war. 

## Nachweise
1. ↑  Instituto Nacional de Estadística Municipal Register of Spain